# Sveriges herrlandslag i bandy
Sveriges herrlandslag i bandy representerar Sverige i bandy på herrsidan. Det har vid tolv tillfällen vunnit VM-guld, med totalt åtta förbundskaptener.

## Historik

### Tidiga år
Redan i mars 1907 hade ett sammansatt svenskt lag mött ett ryskt lag och ett finskt lag vid vinteridrottstävlingar i Helsingfors, men detta var inte officiellt något landslag.
Söndagen den 23 februari 1919 spelade Sverige sin första officiella landskamp i bandy för herrar. Platsen var Tölö bollplan i Helsingfors i Finland och Finland stod för motståndet. Finland vann matchen med 4-1. 1920 blev det 3-3 i Stockholm i Sverige och första svenska segern kom då Sverige vann mot Finland med 5-3 i Helsingfors 1923. Landskamperna mot Finland blev ett årligt återkommande evenemang. 1927 började Sverige spela landskamper mot Norge, även dessa möten blev årligt återkommande och dessa matcher brukade Sverige vinna.
Under 1940-talet sökte Sverige också ordna landskampsutbyten med Sovjetunionen, men trots att diskussionerna utmynnade i överenskommelser om att mötas så ledde de då aldrig till några faktiska matcher förrän vid 1950-talets mitt.

### OS
Vid bandy vid olympiska vinterspelen 1952 i Oslo i Norge var bandy på det olympiska uppvisningsprogrammet, och Sverige vann turneringen. Bara Finland, Norge och Sverige deltog.

### VM
När Världsmästerskap i bandy började spelas 1957 vann Sovjetunionen alltid fram till Sverige bröt trenden 1981 genom att vinna världsmästerskapet i Chabarovsk, Sovjetunionen. Sverige vann sedan världsmästerskapet även 1983 i Finland, 1987 i Sverige, 1993 i Norge, 1995 i USA, 1997 i Sverige, 2003 i Ryssland och 2005 i Ryssland.
Under 1980-talet började fler länder delta i VM, så Sverige kom också att möta landslag från USA, Nederländerna, Ungern och andra länder. När Sovjetunionen upplöstes 1991, övertog Ryssland naturligt rollen som den främsta antagonisten, medan landslag från andra tidigare Sovjetrepubliker har varit mindre konkurrenskraftiga.
2009 blev Sverige världsmästare på nytt, då på hemmaplan i Västerås i Sverige. Vid världsmästerskapet 2010 i Ryssland vann man återigen titeln till Sverige och i Kazakstan 2012 blev Sverige återigen världsmästare. 2013 spelades VM i Vänersborg, där förlorade finalen Sverige mot Ryssland med uddamålet, 3–4.

## VM 2014
Truppen till Bandy-VM i Irkutsk 2014
- Förbundskapten:  Jonas Claesson

| Målvakter |

| Pos. | Ålder | Namn             | Klubb        |
| ---- | ----- | ---------------- | ------------ |
| Mv   | 39    | Andreas Bergwall | Västerås SK  |
| Mv   | 38    | Anders Svensson  | Dynamo Kazan |

| Utespelare |

| Pos. | Ålder | Namn                  | Klubb           |
| ---- | ----- | --------------------- | --------------- |
| F    | 26    | Martin Johansson      | Villa Lidköping |
| F    | 30    | Per Hellmyrs          | Dynamo Moskva   |
| F    | 26    | Linus Pettersson      | HK Zorkij       |
| F    | 36    | Andreas Westh         | Bollnäs GIF     |
| F    | 37    | Daniel Välitalo       | Dynamo Kazan    |
| Mf   | 25    | Erik Säfström         | Sandvikens AIK  |
| Mf   | 31    | Hans Andersson        | Dynamo Kazan    |
| Mf   | 27    | Johan Löfstedt        | Vetlanda BK     |
| Mf   | 28    | David Pizzoni Elfving | Hammarby IF     |
| Mf   | 26    | Daniel Berlin         | Dynamo Moskva   |
| Mf   | 32    | Ulf Einarsson         | Hammarby IF     |
| A    | 26    | Christoffer Edlund    | Sandvikens AIK  |
| A    | 23    | Adam Gilljam          | Hammarby IF     |
| A    | 30    | Daniel Andersson      | Villa Lidköping |
| A    | 31    | Patrik Nilsson        | Hammarby IF     |
| A    | 18    | Erik Pettersson       | Sandvikens AIK  |

Snittålder: 29,4 år

## Sverige i världsmästerskap
| Turnering | Värdland            | Slutplacering |
| --------- | ------------------- | ------------- |
| VM 1957   | Finland             | Brons         |
| VM 1961   | Norge               | Silver        |
| VM 1963   | Sverige             | Brons         |
| VM 1965   | Sovjetunionen       | Brons         |
| VM 1967   | Finland             | Brons         |
| VM 1969   | Sverige             | Silver        |
| VM 1971   | Sverige             | Silver        |
| VM 1973   | Sovjetunionen       | Silver        |
| VM 1975   | Finland             | Silver        |
| VM 1977   | Norge               | Silver        |
| VM 1979   | Sverige             | Silver        |
| VM 1981   | Sovjetunionen       | Guld          |
| VM 1983   | Finland             | Guld          |
| VM 1985   | Norge               | Silver        |
| VM 1987   | Sverige             | Guld          |
| VM 1989   | Sovjetunionen       | Brons         |
| VM 1991   | Finland             | Silver        |
| VM 1993   | Norge               | Guld          |
| VM 1995   | USA                 | Guld          |
| VM 1997   | Sverige             | Guld          |
| VM 1999   | Ryssland            | Brons         |
| VM 2001   | Finland och Sverige | Silver        |
| VM 2003   | Ryssland            | Guld          |
| VM 2004   | Sverige             | Silver        |
| VM 2005   | Ryssland            | Guld          |
| VM 2006   | Sverige             | Silver        |
| VM 2007   | Ryssland            | Silver        |
| VM 2008   | Ryssland            | Silver        |
| VM 2009   | Sverige             | Guld          |
| VM 2010   | Ryssland            | Guld          |
| VM 2011   | Ryssland            | Brons         |
| VM 2012   | Kazakstan           | Guld          |
| VM 2013   | Sverige             | Silver        |
| VM 2014   | Ryssland            | Silver        |
| VM 2015   | Ryssland            | Silver        |
| VM 2016   | Ryssland            | Brons         |
| VM 2017   | Sverige             | Guld          |
| VM 2018   | Ryssland och Kina   | Silver        |
| VM 2019   | Sverige             | Silver        |
| VM 2023   | Sverige             | Guld          |